# 深圳灣口岸

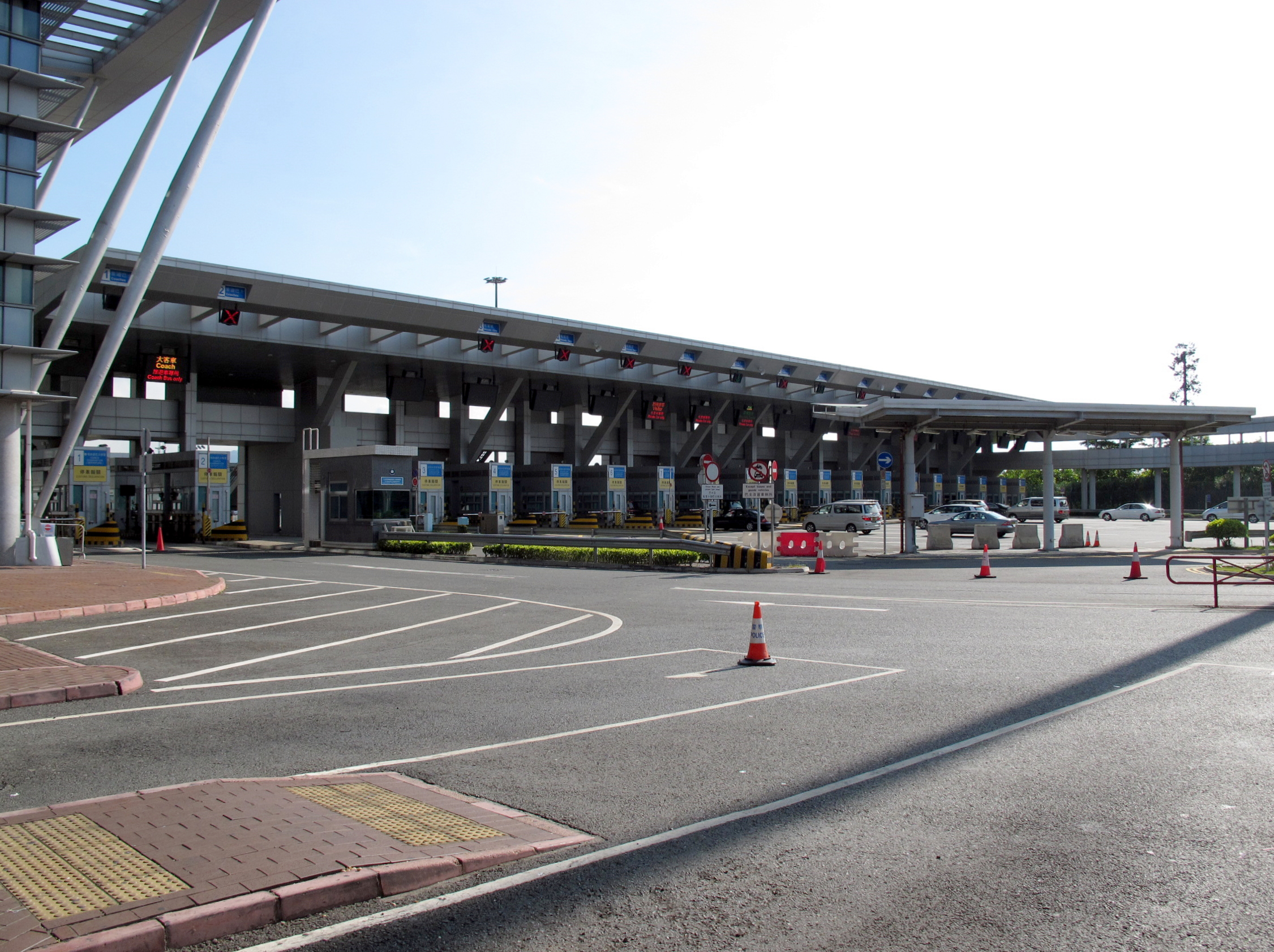
港方口岸區的查驗區

深圳灣口岸是中华人民共和国第一个按照“一地两检”查验模式运作、亚洲最大的客货综合性公路口岸，中华人民共和国国家“十五”重点建设项目。口岸位於廣東省深圳市南山區蛇口街道東角頭，佔地110公顷，藉深圳灣公路大橋與香港新界元朗區的鰲磡石連接。現旅客通道通关时间為每日6:30－24:00（0:00），貨檢通道24小時通關。
中華人民共和國全國人民代表大會常務委員會為了緩解中國內地與香港交往日益增多帶來的陸路通關壓力，適應深圳市與香港特別行政區之間交通運輸和便利通關的客觀要求，促進內地和香港特別行政區之間的人員交流和經貿往來，推動兩地經濟共同發展，在深圳灣口岸內設立港方口岸區，專用於人員、交通工具、貨物的通關查驗。深圳灣口岸連同蓮塘口岸是落實深港跨境貨運「東進東出、西進西出」的重要組成部分。

## 歷史
工程進行期間，由於深、港雙方未能突破複雜的法制和行政問題，使「一地兩檢」遲遲未能落實通過，而深圳方面的工程進度也受到延誤。2006年10月31日，第十屆全國人大常委會二十四次會議通過《全國人大常委會關於授權香港特別行政區對深圳灣口岸港方口岸區實施管轄的決定》，授權香港特別行政區政府在位於深圳境內的港方口岸區範圍內實行禁區式管理（根據《公安條例》中在2007年增加的特別禁區令），港方口岸區的範圍及使用期限都由中华人民共和国国务院決定。此等決定容許香港政府在港方口岸區內實施香港法律，並由香港特別行政區的執法人員管理。由於當時口岸尚未開幕，「一地兩檢」得以在啟用時開始實行。雖然港方口岸區由香港管理，並為元朗警區管轄區域，但不屬於任何區議會分區，而非像1997年前劃歸元朗區；而在香港地圖中通常不視為香港一部分，只特別標示「深圳灣管制站」。
香港特別行政區立法會於2007年4月25日也通過《深圳灣口岸港方口岸區條例》，作為一地兩檢所需的本地立法。隨後政府將有關深圳灣口岸港方口岸區的附屬法例呈交立法會省覽。
然後深圳灣口岸於2007年7月1日傍晚6時連同深港西部通道一同啟用，以慶祝香港回歸十周年。由於其通車屬於慶祝香港回歸十周年的活動之一，所以由當時中共中央總書記、國家主席胡錦濤與行政長官曾蔭權等主持啟用典禮。
香港與深圳為深圳灣口岸港方口岸區簽訂租約，土地使用期限至2047年6月30日，自啟用起港方每年需付逾623萬元人民幣（810萬港幣）租金予深圳市政府。租金每5年調整一次，調整幅度上限為30%。
而此等土地租借模式亦於之後的澳門大學新校區中應用。
此外，香港特區政府還需要自費25億港元建築費，加向內地支付17.2億港元「土地開發費」，因此有泛民議員要求港府向大陸收取高鐵西九龍站「土地開發費」。因應2018年9月4日西九龙内地口岸区租予中国大陆，深圳國土局將於2019年7月1日起將深圳灣口岸下調至每年1,000元人民幣的象徵式租金。
為興建深圳地鐵13號綫深圳灣口岸站，口岸前方的公交車站在2019年10月21日向西移至科苑南路東側的臨時公交車站，而原公交車站將臨時封閉以興建地鐵站。
2019年度香港行政長官施政報告指深圳灣口岸將24小時通關。2020年12月11日，貨檢通道實施24小時通關。
2024年1月23日，经深港两地政府协商，并报国家口岸管理办公室批准，深圳湾口岸旅检通道2月9日至2月13日临时实施24小时通关。
2024年11月20日，拱北口岸和深圳灣口岸成爲了「免出示證件」邊檢通道試點，合資格的港澳居民及持有效往來港澳通行證及多次有效停留、探親、商務、人才、其他赴港澳簽注的內地居民可同意邊檢機關採集核驗面相、指紋等資訊，可選用「免出示證件」通道，以面相、指紋等就可通關，即以「刷臉」取代「刷證」。

## 港方口岸區

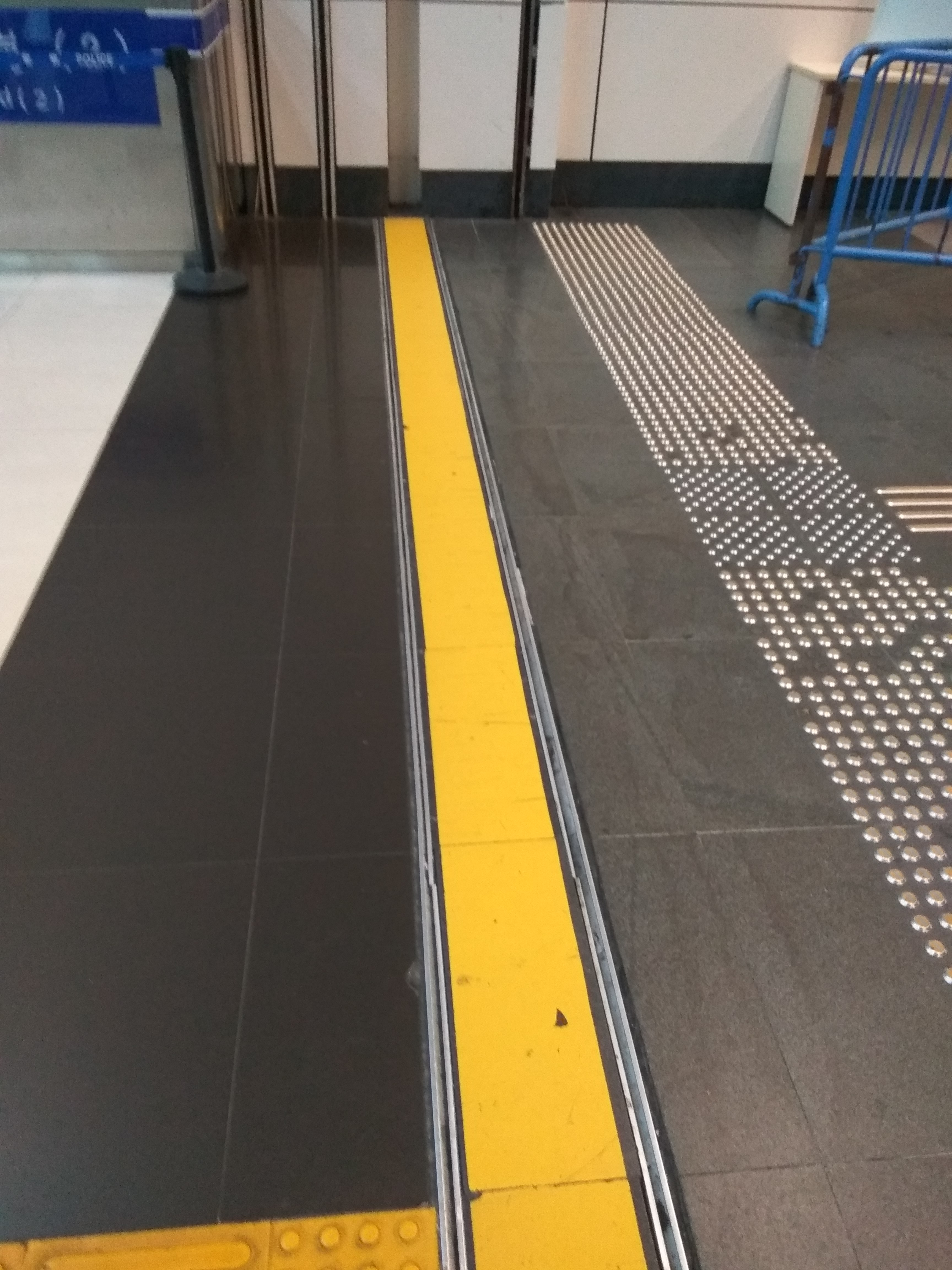
深圳灣口岸旅檢大樓的口岸區分界綫。左側為深方口岸區；右側為港方口岸區，實行香港法律。

全國人大常委會授權香港特別行政區自深圳灣口岸啟用之日起，對該口岸所設港方口岸區依照香港特別行政區法律實施管轄。香港特別行政區對深圳灣口岸港方口岸區實行禁區式管理。深圳灣口岸港方口岸區的範圍面積達415,654平方米，由中華人民共和國國務院規定。深圳灣口岸港方口岸區土地使用期限，由國務院依照有關法律的規定確定。

### 範圍
深圳灣口岸港方口岸區範圍包括港方查驗區和與之相連接的深圳灣公路大橋部分橋面。港方查驗區總用地面積為41.565公頃（具體以界址點座標控制）。深圳灣公路大橋部分橋面是指從港方查驗區東南部邊界至粵港分界綫的部分（具體以界址點座標控制）。深圳灣口岸港方口岸區的土地使用權，由香港特別行政區政府同廣東省深圳市人民政府簽訂國有土地租賃合同，以租賃的方式取得，土地使用期限自口岸啓用之日起至2047年6月30日止。經雙方協商並按程序報經國務院批准，可提前終止土地使用權或者在租賃期滿後續期。由於西九龍站內地口岸區港方每年只收取內地港幣1,000元的「象徵式費用」，深圳灣口岸的香港口岸租金惹起爭議，2018年8月，深圳市政府同意由2019年7月1日起下調每年租金至1,000元。

### 港方口岸區屬禁區
就《公安條例》（香港法例第245章）及任何其他適用於禁區（該條例第2(1)條所界定者）的成文法則的施行而言，港方口岸區屬如此界定的禁區。

### 香港特別行政區法律適用於港方口岸區
除在任何於2007年7月1日或之後制定或（如屬附屬法例）訂立的成文法則另有訂定的範圍內，香港法律適用於港方口岸區。為香港法律適用於港方口岸區的目的，港方口岸區視為位於香港以內的地域。如某成文法則只適用於香港某特定地域或藉提述香港不同地域而適用，則為決定該地域是否包括港方口岸區的目的，港方口岸區視為以其名稱為名而位於新界以內、新九龍以外的地域。

### 香港特別行政區政府土地
就香港法律適用於港方口岸區而言，儘管港方口岸區的土地使用權是以租賃的方式取得的，在港方口岸區以內的土地視為位於香港以內的政府土地的一部分。任何港方口岸區以內的土地的權利或權益，如已憑藉在2007年7月1日或之後進行的交易而處置，則視為直接或間接（視屬何情況而定）得自香港特別行政區政府的權利或權益。

### 香港法院的司法管轄權
香港特別行政區法院具有司法管轄權聆訊和裁定因本條例的施行而產生的任何民事或刑事訟案或事宜，一如它就香港法律在香港的施行而具有司法管轄權一樣。在不損害上句的一般性的原則下，法院具有權力作出裁定、賦予或委予某項地域界限局限於港方口岸區或包括港方口岸區的權利或義務的法院命令。

### 條例期滿失效
《深圳灣口岸港方口岸區條例》（香港法例第591章）於2047年6月30日午夜12時期滿失效，該日期即前述的以租賃的方式取得的港方口岸區土地使用權的土地使用期限期滿之日。如土地使用權提前終止或租賃在期滿後續期，香港特別行政區政府保安局局長須藉香港特別行政區政府憲報公告公布土地使用權或租賃（經如此提前終止或續期者）期滿的日期，而本條例於該日期午夜12時期滿失效。 

### 設施管理
目前香港口岸日常營運（包括保安、洗手間、清潔、維修）已外判予新恆基國際物業管理有限公司（合約日期：2007年10月1日至2025年9月30日）價值港幣98,016,688.00元

## 設計

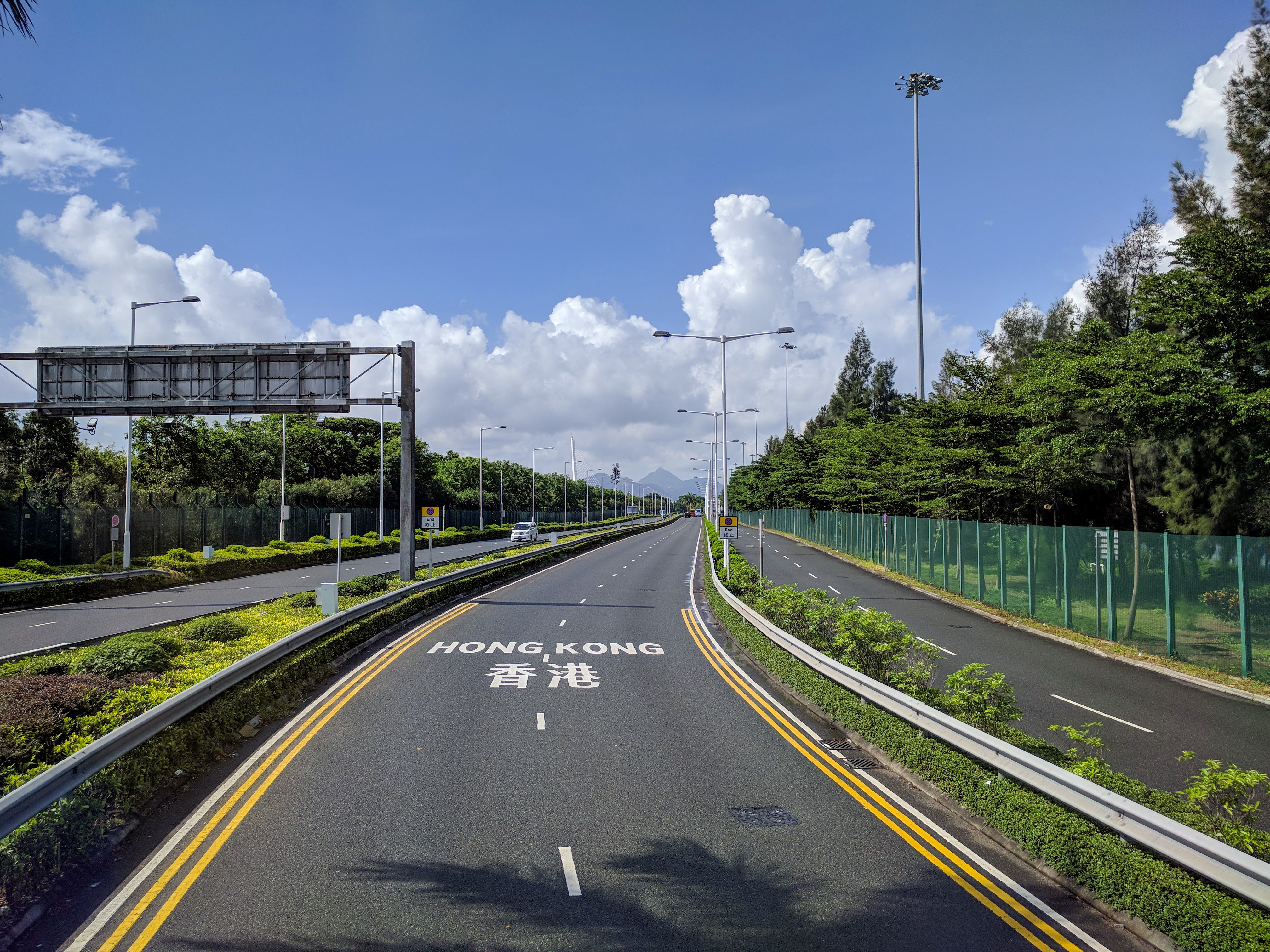
深圳湾口岸港方口岸区内道路采用于中国内地一致的右侧通行

深圳灣口岸位於深圳市南山區蛇口東角頭的一塊填海地，佔地117.9公頃。在口岸南侧、深圳灣公路大橋北引桥处設有車輛轉線設施，以配合香港和中國大陸相反的行車方向，然後通過深港西部通道（即深圳灣公路大橋）連接香港新界元朗區的鰲磡石。特别的是，港方口岸区从深圳灣公路大橋北引桥开始的道路通行方向不与香港法律所规定的靠左行驶一致，而是与中国大陆行车方向一致的靠右行驶。
而口岸建築物則由關善明建築師事務所（香港建築署負責項目管理）及深圳市建築設計研究院第三設計院合作設計（其中聯檢大樓及其他港方建築物按香港《建築物條例》標準建造）。
港方口岸區由通電圍網（不附鐵絲網）及綠化緩衝區包圍，與深圳灣公園及深圳地鐵2號綫后海停車場分隔。
此口岸現時的通關時間約為每日06:30至00:00，原预计到2020年年底之前實施24小時通關（但因2019冠状病毒病疫情，目前此计划被搁置）。此關口特別之處在於實行「一地兩檢」，即香港及中國大陸邊防人員在同一所大樓內進行檢查工作；雙方人員分別在不同但相近的地點，替旅客辦理檢查工作，但不會只由任何一方負責。這樣的安排可以節省通關時間，過境旅客只需要下車一次，進行兩次檢查然後上車離開，省下一次上車及下車手續。
深圳灣口岸聯檢大樓深港兩方整體的食水及燃氣供應分別由深圳市自來水（集團）有限公司和深圳市燃氣集團提供（而港方燃氣則採用中央石油氣）；渠務方面由深圳市水務局負責，但港方部份之渠蓋及渠道由香港政府提供及管理；電力方面聯檢大樓深方部份由廣東電網公司深圳供電局提供，港方部份則由香港中華電力提供（然而地底電纜混凝土渠蓋則採用中國格式並以簡體字標註）；電話和通訊方面聯檢大樓深方部分由中國電信深圳分公司提供，港方部分則由香港和記環球電訊提供。
深圳灣公路大橋於深圳灣口岸香港口岸區界線至深圳灣公園岸邊位置，橋上起6米高適用香港法律，橋下望海路及其領空則適用中華人民共和國法律，此埠間與司法管轄區立體交叉分區之措施為全球同類少數特例（以往類似的例子，僅有施坦因施圖肯連接西柏林的通道）。

## 利用狀況
| 年份   | 全年過境旅客人次 | 日均過境旅客人次 |
| ------ | ---------------- | ---------------- |
| 2009年 | 17,905,127       |                  |
| 2011年 | 28,695,578       | 78,618           |
| 2012年 | 32,110,842       | 87,735           |
| 2013年 | 36,258,108       | 99,337           |
| 2014年 | 40,970,705       | 112,249          |
| 2015年 | 41,524,479       | 113,766          |
| 2016年 | 42,846,624       | 117,388          |
| 2017年 | 45,118,797       | 123,613          |
| 2018年 | 48,918,053       | 134,022          |
| 2019年 | 42,897,843       | 117,528          |
| 2020年 | 1,934,099        | 5,299            |
| 2021年 | 3,369,227        | 9.230            |
| 2022年 | 2,082,947        | 5,706            |

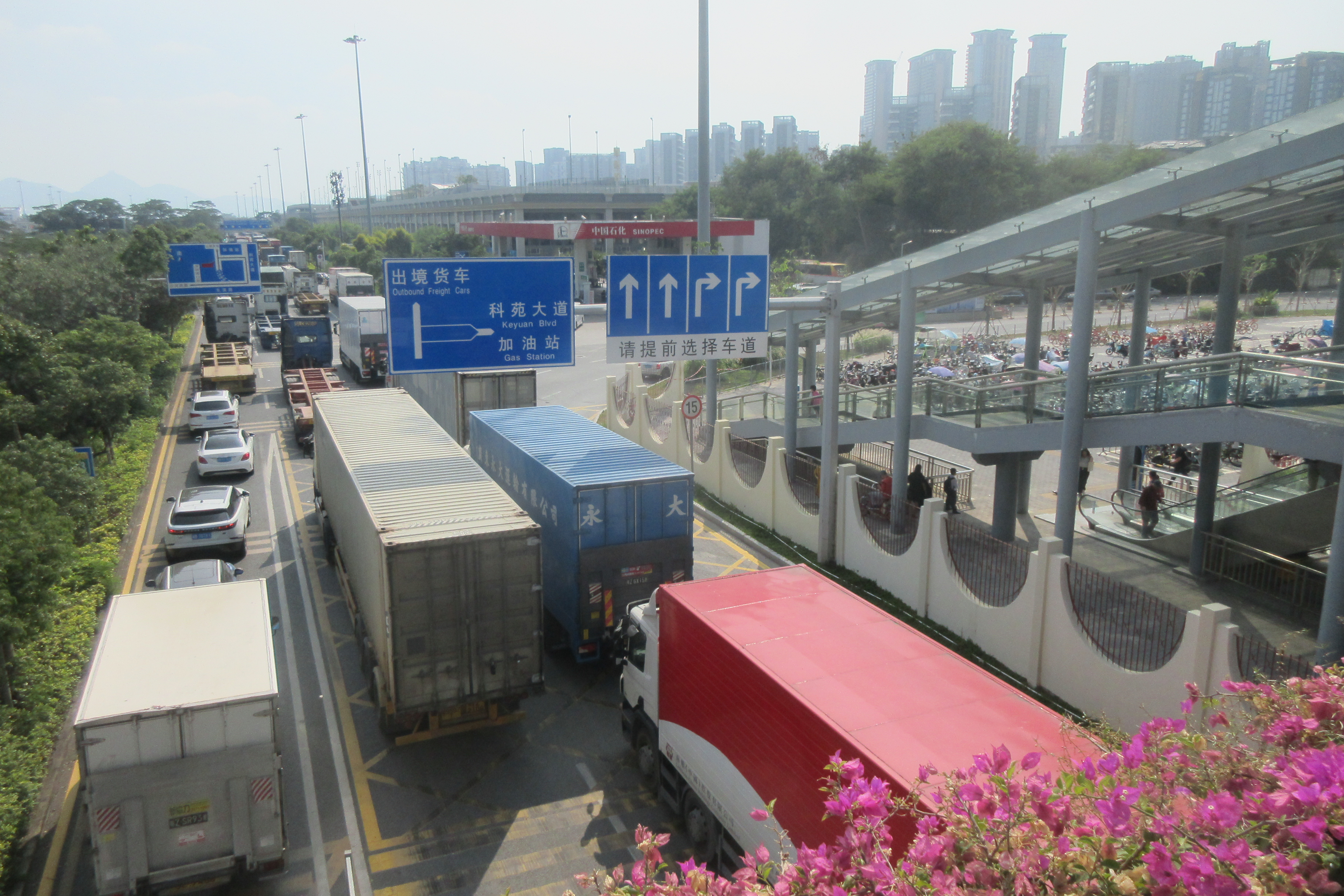
跨境车辆准备从深方口岸区出境

口岸開通初期使用旅客不多。隨南山中心區及口岸周邊建築陸續落成，吸引更多香港人前往南山區消費，而由於從深圳灣口岸過關只需上落一次，節省等候乘客過關時間，加上廣深沿江高速開通，由於口岸連接東濱隧道直達廣深沿江高速的入口，令來往珠三角西岸及廣東省西部、廣州與香港更便捷，比使用皇崗口岸和廣深高速車程節省一小時以上，吸引不少過境巴士轉用。自2014年起，深圳灣管制站的使用人次首次超越落馬洲管制站，成為目前香港使用人次最多的公路管制站。在車流量上，雖然遠遠不達到設計車流量日均逾60,000架次，但在2016年仍有日均11,000架次使用，為主要港深跨境通道之一。此外，在2018年12月28日凌晨，輕鐵第五期列車首兩卡車輛經深圳灣口岸及深圳灣公路大橋運抵香港，是本港首次使用跨海大橋作列車陸送，亦是目前唯一曾有列車陸送車隊使用的口岸。
因应2019冠状病毒病疫情，深港边界的大多数口岸关闭，使得往来深圳与香港的人士仅能选择深圳湾口岸出入境。深圳市通报的8例新增输入性病例中，多数通过深圳湾口岸入境。2020年3月中，网络上更出现了“入境处人满为患”的传言，之后海关对此做出辟谣。2020年7月，因2019冠狀病毒病香港疫情出现反弹，从7月12日起，由深圳湾口岸从香港入境深圳的人员大幅增加，以此躲避疫情。

## 2019新型冠状病毒疫情期間
因應2019新型冠状病毒疫情，香港特別行政區政府從2020年2月8日午夜起實施《若干到港人士強制檢疫規例》，港府將對從中國內地前往香港之人士處以檢疫令及施行14天強制檢疫措施，旅客若經由深圳灣口岸入境前往香港，將被視作從中國內地入境，須於入境香港後兩小時內抵達所填報之地址以接受上述檢疫措施，倘該人所持有之入境香港簽證有效期不足14天，將被禁止進入香港境內。该口岸也成为疫情期间，来往深港两地唯一的陆路口岸。4月2日，香港特区政府发言人公布，深圳湾口岸旅客通关服务时间由4月3日起调整为每日上午10时至晚上8时，直至另行通告。货物清关服务时间则不受影响，维持每日上午6时30分至午夜12时。6月15日起，因应中三至中五級跨境學生復課，深圳湾口岸于每天6:30-8:30、14:30-20:00为跨境生开放专用通道办理通关手续，而學生須乘學校安排的校巴由香港出入境管制站前往學校。2021年4月29日起，深圳湾口岸旅客通关通道通关时间调整为10:00至22:00。2023年1月8日起，配合深港两地恢复正常通关安排，深圳湾口岸旅客通关通道恢复至疫情前的正常通关时间，即6:30-24:00。

## 事故
深圳灣口岸深圳口岸區曾經發生電腦故障，引致深圳灣公路大橋大塞車。

## 惡劣天氣下之影響
因連接深圳灣口岸的深圳灣公路大橋是跨海大橋，在惡劣天氣（如八號烈風或暴風信號生效時）下深圳灣公路大橋將暫停開放，深圳灣口岸因而暫停服務。如皇崗口岸仍然開放，持有過境車輛封閉道路通行許可證的車輛可改用皇崗口岸。

## 接駁交通
深圳灣口岸啟用當日，港方共有三條專利巴士路線（B2、B3及B3X）及一條專線小巴路線（新界專線小巴618線）於傍晚6時起投入服務，而深圳方面亦有兩條巴士路線投入服務（90及機場8線），並將一條現有巴士路線245線遷往深圳灣口岸。另外，由永東直巴管理有限公司營辦，往來香港國際機場至深圳灣口岸的「航天新幹線」，亦於2007年7月13日起投入服務。从深圳方向前往香港机场的旅客不需步行过关，只需从深圳侧搭乘去香港机场的巴士过关，入关手续可以乘车时办理。
由2007年12月26日起，深圳巴士集團增闢一條新線98，往來深圳灣口岸至新城聯檢站（即寶安大道與深南大道交界的檢查站），方便南山西部及寶安區民眾往來口岸過境。2008年1月18日起，路線31及217亦改以深圳灣口岸為起站，31路線提供了往海上世界、南海酒店一帶的直接巴士服務，而217則為前往南油一帶乘客提供245外多一個選擇，217亦是往來口岸與市區最便宜的巴士服務，非空調巴士收費為￥1，空調巴士￥2。
2008年7月26日起，嶼巴新線B2P投入服務，初時往來深圳灣口岸至天水圍市中心，途經藍地、洪水橋、天耀邨及天瑞邨，只於星期六及假日提供服務，為天水圍居民提供B2線以外的另一個選擇，2009年1月10日起總站遷往天慈邨，同年7月13日起正式提供每天全日服務。2008年8月16日開始，城巴路線B3被分拆為B3及B3A兩條路線，後者取代了B3在屯門西北區的服務。
2010年代期間，中旅汽車更增加了由該地到香港各大旅遊景點之路綫，例如來往香港海洋公園、香港迪士尼樂園、亞洲國際博覽館等。

### 香港方面

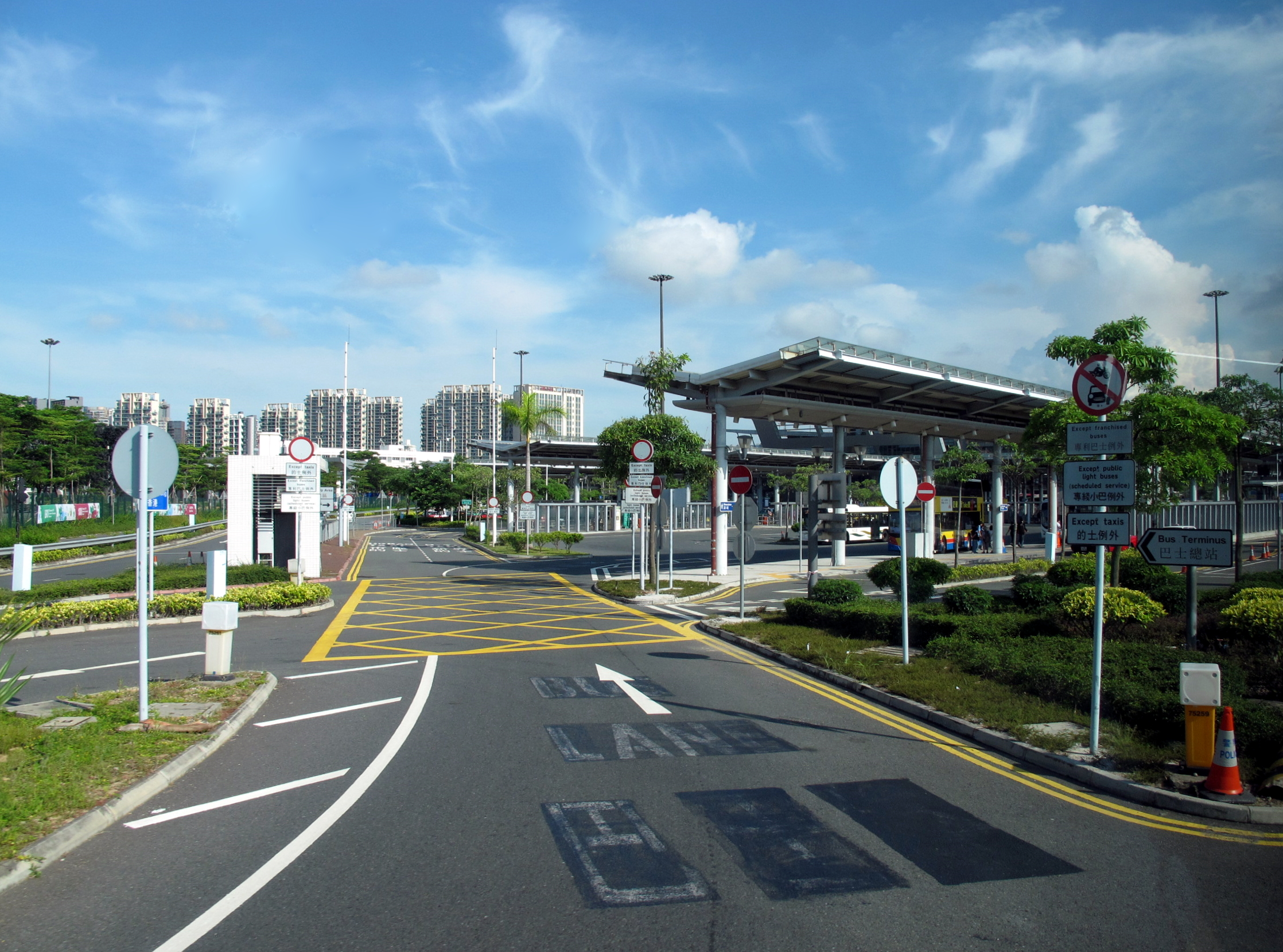
港方口岸區公共運輸交匯處

#### 專營巴士服務
| 路線 | 起訖點                        | 途經地                                   | 車費                                   |
| ---- | ----------------------------- | ---------------------------------------- | -------------------------------------- |
| B2   | 元朗站 ↔ 深圳灣口岸           | 藍地、洪水橋、屏山、元朗市中心           | HK$10.3(往鐘屋村輕鐵站)/14.4(往元朗站) |
| B2P  | 天慈邨 ↔ 深圳灣口岸           | 天耀邨、天瑞邨、天水圍市中心             | HK$10.3                                |
| B2X  | 天耀邨 ↔ 深圳灣口岸           | 天耀邨                                   | HK$10.3                                |
| B3   | 屯門碼頭 ↔ 深圳灣口岸         | 新屯門中心、豐景園、置樂花園、屯門市中心 | HK$14.7                                |
| B3A  | 山景邨（景樂樓） ↔ 深圳灣口岸 | 大興、良景、田景、寶田、兆康苑、富泰     | HK$14.7                                |
| B3M  | 深圳灣口岸 ↺ 屯門站           | 屯門公路（紅橋）                         | HK$14.7                                |
| B3X  | 屯門市中心 ↔ 深圳灣口岸       | 屯門公路（紅橋）                         | HK$14.7                                |

#### 跨境巴士

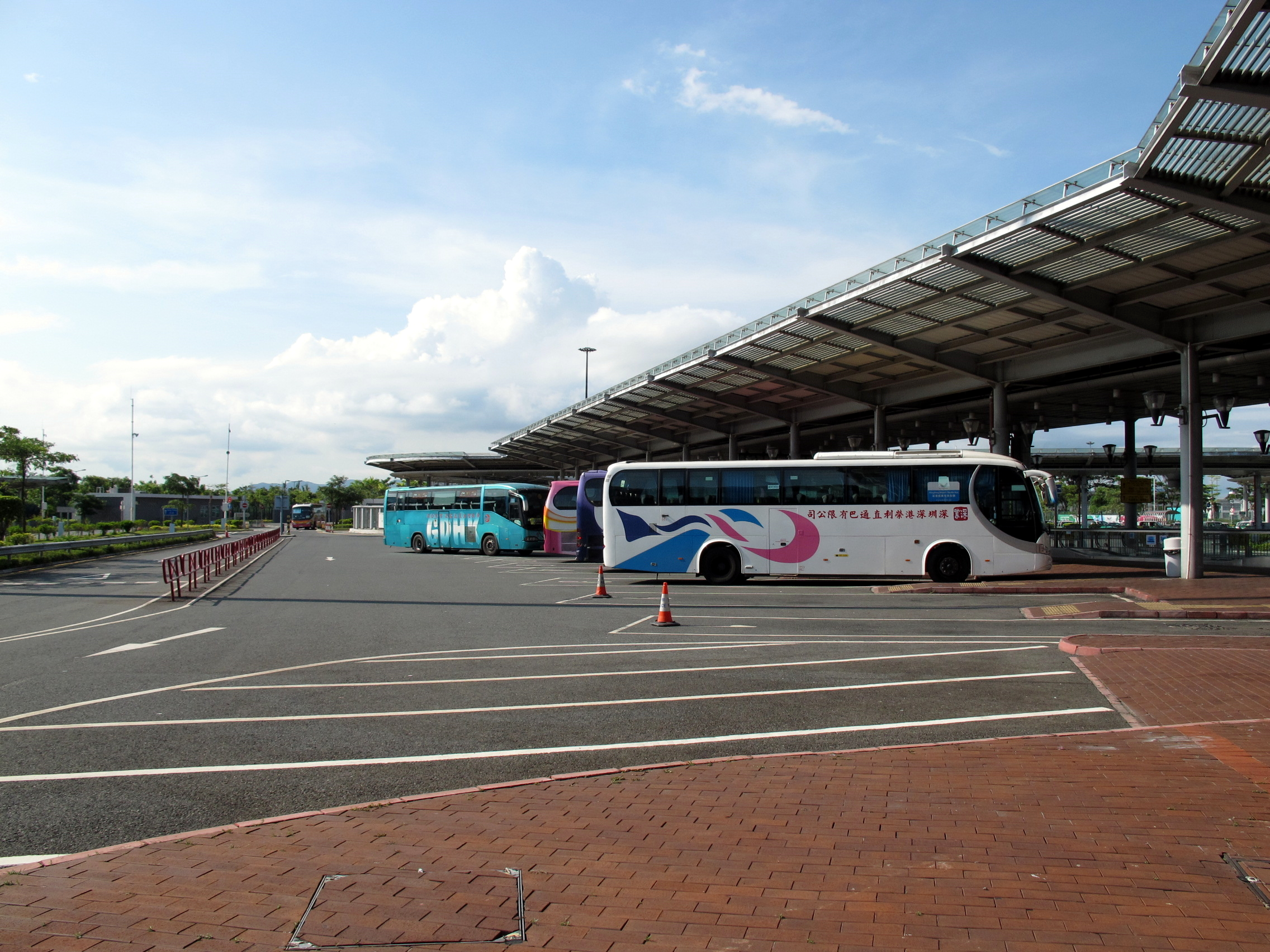
港方口岸區跨境巴士上落客區

現時不少來往香港及廣東省的跨境巴士均利用深圳灣口岸往返兩地，亦利用深圳灣口岸作轉乘之用。部分路線容許乘客購票來往深圳灣口岸及香港市區，並在深圳灣口岸深圳入口設置售票處；這些路線包括：
- 環島旅運深圳灣專線[39]

尖沙咀專線：深圳機場 ↔ 深圳灣口岸 ↔ 尖沙咀（海港城、K11購物藝術館、K11 MUSEA）
旺角(太子)專線：深圳機場 ↔ 深圳灣口岸 ↔ 太子（砵蘭街）
上環專線：深圳機場 ↔ 深圳灣口岸 ↔ 上環（信德中心）
銅鑼灣專線：深圳機場 ↔ 深圳灣口岸 ↔ 銅鑼灣（時代廣場）
海洋公園專線：深圳機場 ↔ 深圳灣口岸 ↔ 海洋公園
迪士尼樂園專線：深圳機場 → 深圳灣口岸 → 迪士尼樂園
經深圳灣口岸前往廣東省其他地方：
- 廣州
  - 番禺
- 中山
- 江門
  - 新會
  - 台山
  - 開平
  - 恩平
- 陽春（經新興）
- 深西特快

世界之窗公交總站 ↔ 深圳灣口岸 ↔ 九龍塘港鐵站（往香港方向經太子）
- 西部通道快線[40]

深圳機場 ↔ 深圳灣口岸 ↔ 九龍站圓方
- 深圳灣跨境快線

京基百纳广场 ↔ 深圳灣口岸 ↔ 葵芳 ↔ 油麻地 ↔ 西灣河嘉亨灣
- 新幹線

深圳灣口岸 ↔ 香港國際機場
- 深圳灣跨境巴士東涌東薈城線

深圳灣口岸 ↔ 東涌東薈城
- 東九龍快線

深圳灣口岸 ↔ 觀塘馬蹄徑 ↔ 坑口寶順路 ↔ 將軍澳健明邨
亦有支線來往油塘大本型
- 永東屯門穿梭巴士[41]

深圳灣口岸 ↔ 屯門站瓏門
2020年2月6日，因应2019新型冠狀病毒疫情，香港運輸署表示由2月8日起，往來深圳灣口岸的所有跨境巴士將暫停服務。2023年1月8日，配合深港兩地恢復正常通關安排，服務陸續回復正常。

#### 專線小巴
- 618 - 深圳灣口岸 ↔ 天恩邨[44]（途經天恆邨、香港濕地公園、麗湖居、天頌苑、廈村），車費HK$14.4

#### 的士
市區及新界的士可以駛入深圳灣口岸港方口岸區接載乘客。

### 深圳方面

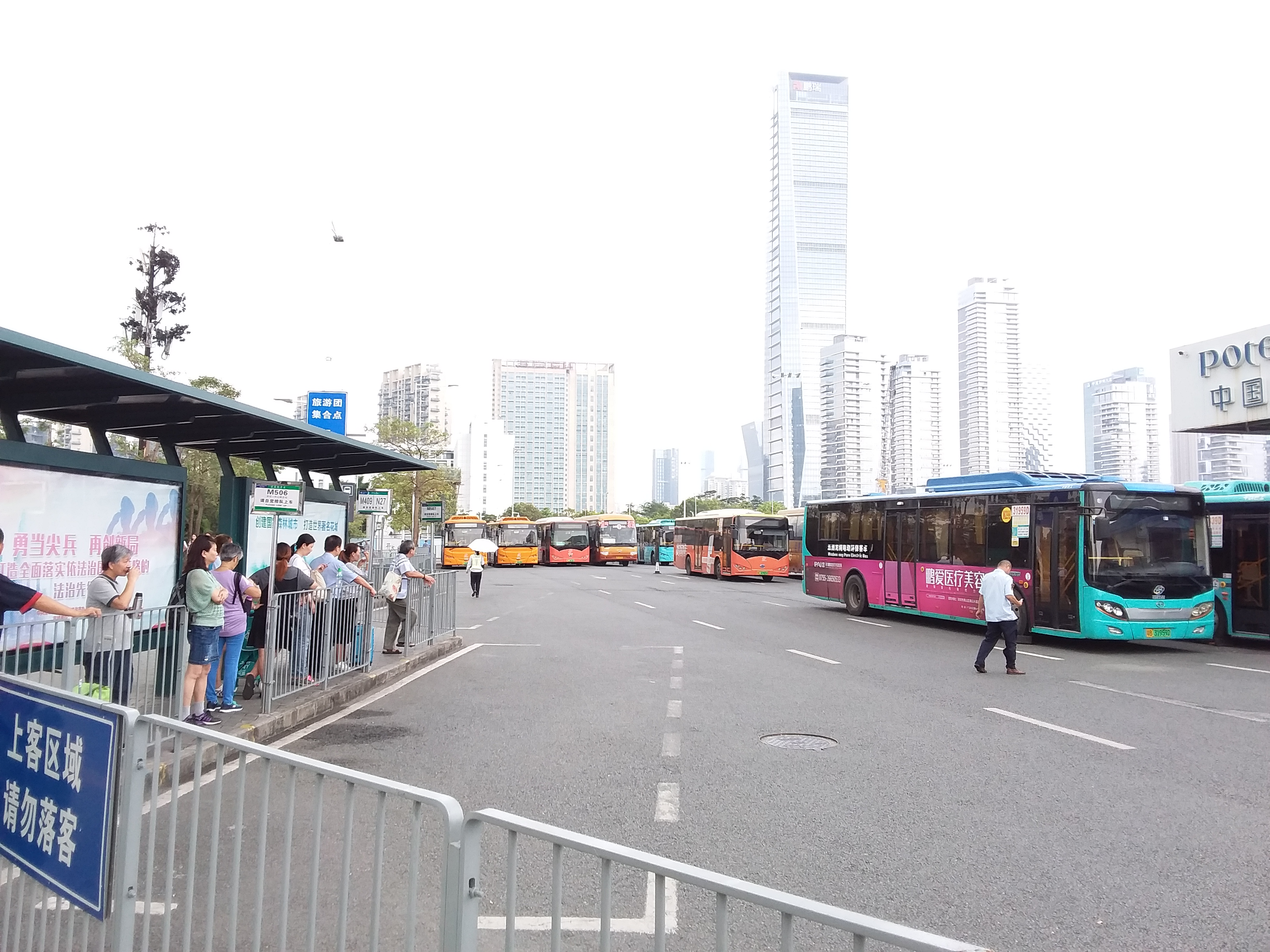
深方口岸區公交站

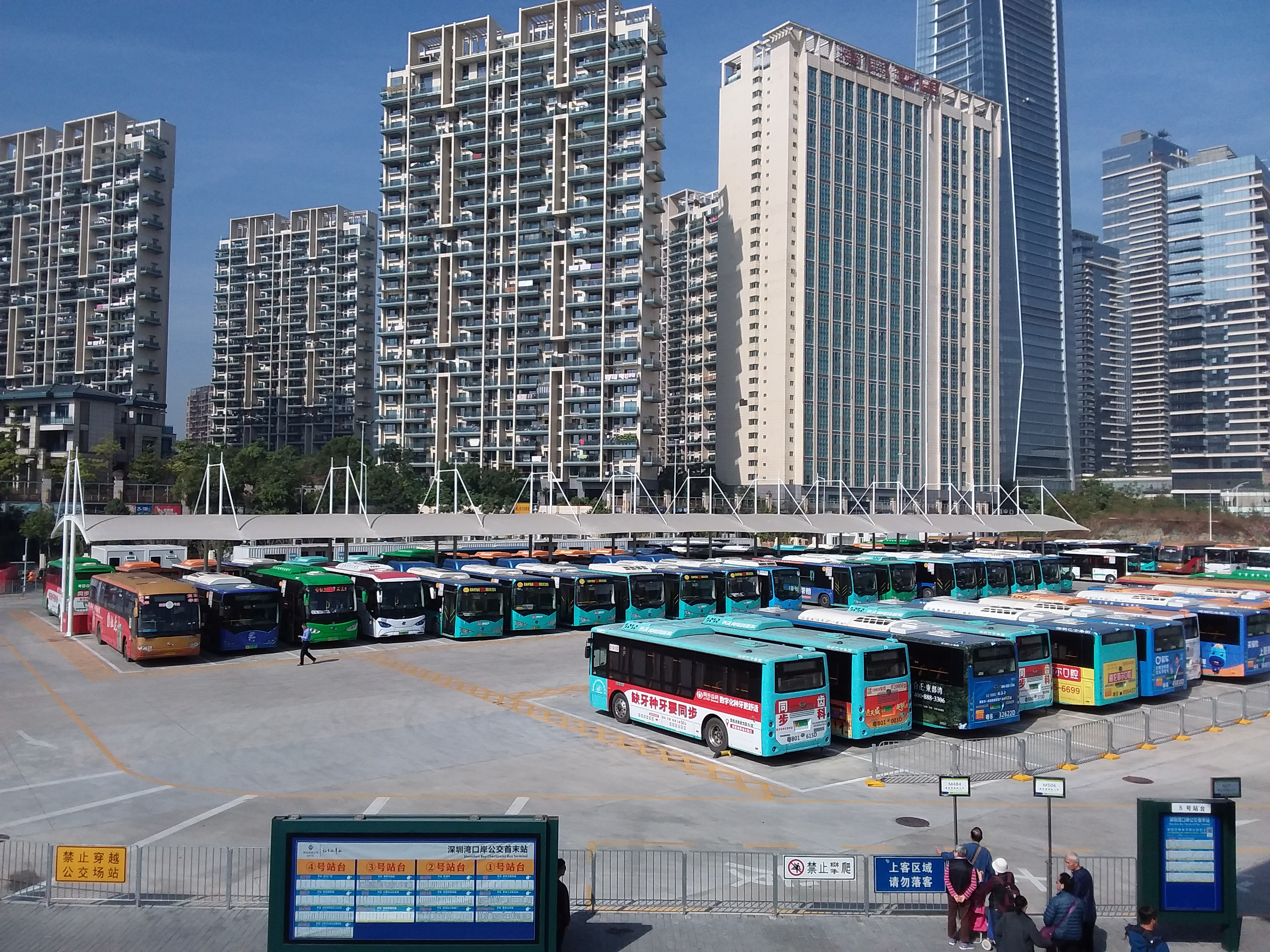
深圳灣口岸首末站

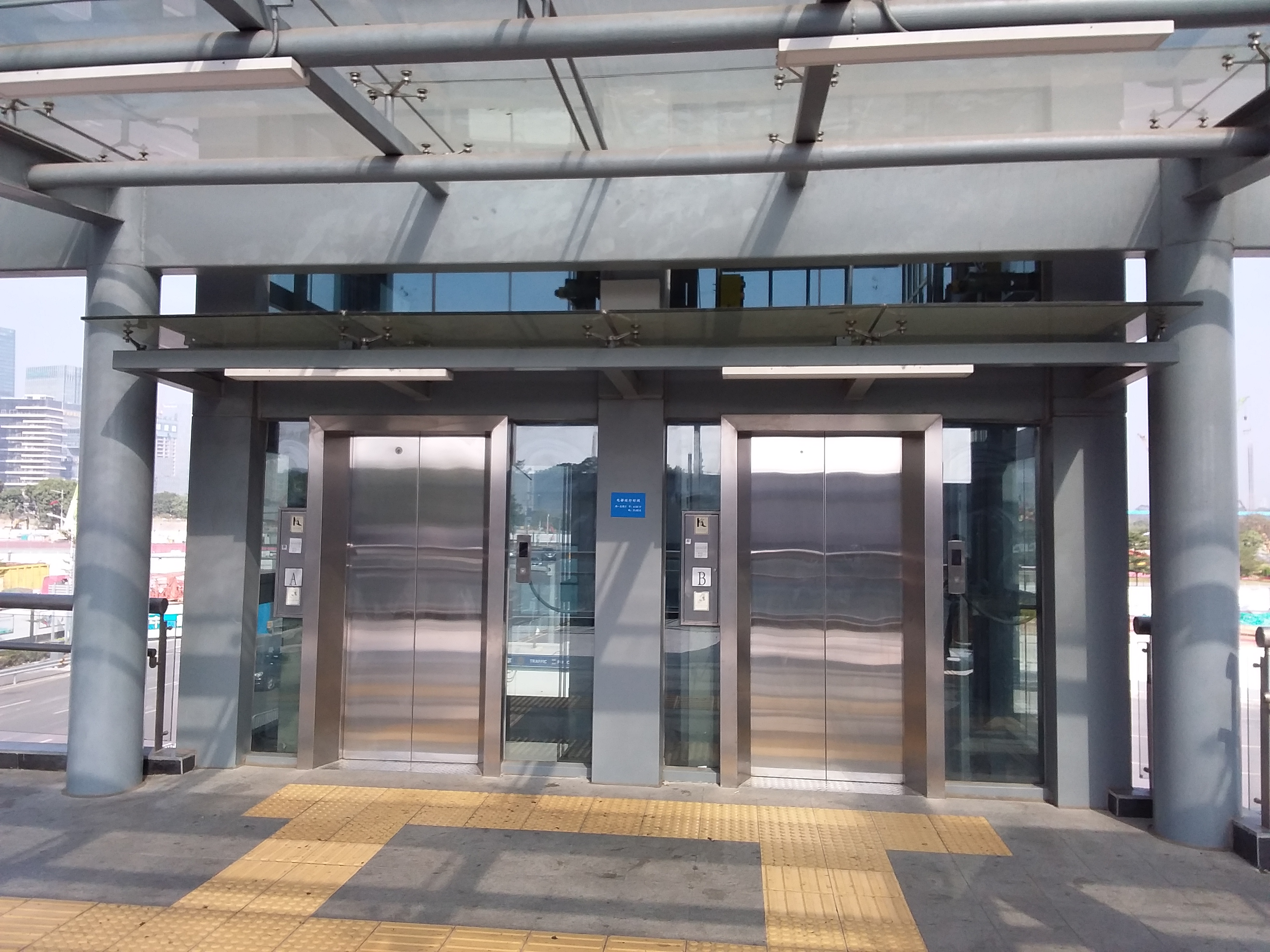
深方口岸區通往深圳灣口岸首末站的行人天橋升降機

深圳灣口岸為填海地塊，遠離南山區的傳統民居區，目前可以乘坐地鐵、巴士或的士到達。2010年12月深圳地铁2号线通車，现有的公交巴士可轉乘距離口岸最近的地鐵站登良站及海月站，即使乘坐的士前往南山著名的購物娛樂中心“海岸城”地鐵站海站，車資12元亦已足夠（10元起跳），而深圳地鐵13號線於深圳灣口岸設有地鐵站並於2024年12月28日啟用。
深圳灣口岸北方為公交總站，亦設有充電站，方便電力驅動的公交車充電，充電設施現時設於首末站。由於徵地興建深圳地鐵13號線深圳灣口岸站，公交總站於2019年10月21日停止運作，而位於科苑南路東側，原巴士總站西方的臨時公交總站現為深圳灣口岸首末站於同日啟用，從口岸經行人天橋步行到深圳灣口岸首末站約需9-15分鐘。
| 深圳地鐵 - 深圳灣口岸站 - █13号线 B及C出口 公交車 \| 编号 \| 编号 \| 线路 \| 线路 \| 线路 \| 收费 \| 运营商 \| 备注 \| \| ---- \| ---- \| ------------------------ \| ---- \| -------------------- \| ---- \| -------- \| ---------------------------------------- \| \| \| E3 \| 公明东环大道场站 \| ⇆ \| 深圳湾口岸公交首末站 \| 9元 \| 巴士三分 \| 原 高快巴士30 \| \| \| E19 \| 天汇城首末站 \| ⇆ \| 深圳湾口岸公交首末站 \| 9元 \| 西部三分 \| \| \| \| M177 \| 蛇口广场公交首末站 \| ⇆ \| 深圳湾口岸公交首末站 \| 2元 \| 巴士五分 \| 原 B737 \| \| \| M242 \| 桃花源智创小镇公交首末站 \| ⇆ \| 深圳湾口岸公交首末站 \| 3元 \| 西部一分 \| 原 高峰专线37（第一代），合并原 618、619 \| \| \| M409 \| 深圳湾口岸公交首末站 \| ⇆ \| 月亮湾花园 \| 2元 \| 巴士五分 \| 原 B601（第一代）、B602（第一代） \| \| \| M484 \| 大铲湾公交总站 \| ⇆ \| 深圳灣口岸公交首末站 \| 2元 \| 巴士五分 \| 原 B702 \| \| \| M506 \| 中山园场站 \| ⇆ \| 深圳湾口岸A停车场 \| 2元 \| 巴士五分 \| 原 B813 \| \| \| M507 \| 大铲湾公交总站 \| ⇆ \| 深圳湾口岸A停车场 \| 2元 \| 巴士五分 \| 原 B688（第一代） \| \| \| M528 \| 宝安机场场站 \| ⇆ \| 深圳湾口岸公交首末站 \| 3元 \| 巴士三分 \| 原 机场8 \| \| \| N73 \| 深圳湾口岸公交首末站 \| ↺ \| 深圳湾口岸公交首末站 \| 2元 \| 巴士五分 \| M177（原 B737）夜班 \| |      |                          |      |                      |      |          |                                          |
| 编号 | 编号 | 线路                     | 线路 | 线路                 | 收费 | 运营商   | 备注                                     |
| | E3   | 公明东环大道场站         | ⇆    | 深圳湾口岸公交首末站 | 9元  | 巴士三分 | 原 高快巴士30                            |
| | E19  | 天汇城首末站             | ⇆    | 深圳湾口岸公交首末站 | 9元  | 西部三分 |                                          |
| | M177 | 蛇口广场公交首末站       | ⇆    | 深圳湾口岸公交首末站 | 2元  | 巴士五分 | 原 B737                                  |
| | M242 | 桃花源智创小镇公交首末站 | ⇆    | 深圳湾口岸公交首末站 | 3元  | 西部一分 | 原 高峰专线37（第一代），合并原 618、619 |
| | M409 | 深圳湾口岸公交首末站     | ⇆    | 月亮湾花园           | 2元  | 巴士五分 | 原 B601（第一代）、B602（第一代）        |
| | M484 | 大铲湾公交总站           | ⇆    | 深圳灣口岸公交首末站 | 2元  | 巴士五分 | 原 B702                                  |
| | M506 | 中山园场站               | ⇆    | 深圳湾口岸A停车场    | 2元  | 巴士五分 | 原 B813                                  |
| | M507 | 大铲湾公交总站           | ⇆    | 深圳湾口岸A停车场    | 2元  | 巴士五分 | 原 B688（第一代）                        |
| | M528 | 宝安机场场站             | ⇆    | 深圳湾口岸公交首末站 | 3元  | 巴士三分 | 原 机场8                                 |
| | N73  | 深圳湾口岸公交首末站     | ↺    | 深圳湾口岸公交首末站 | 2元  | 巴士五分 | M177（原 B737）夜班                      |

#### 的士

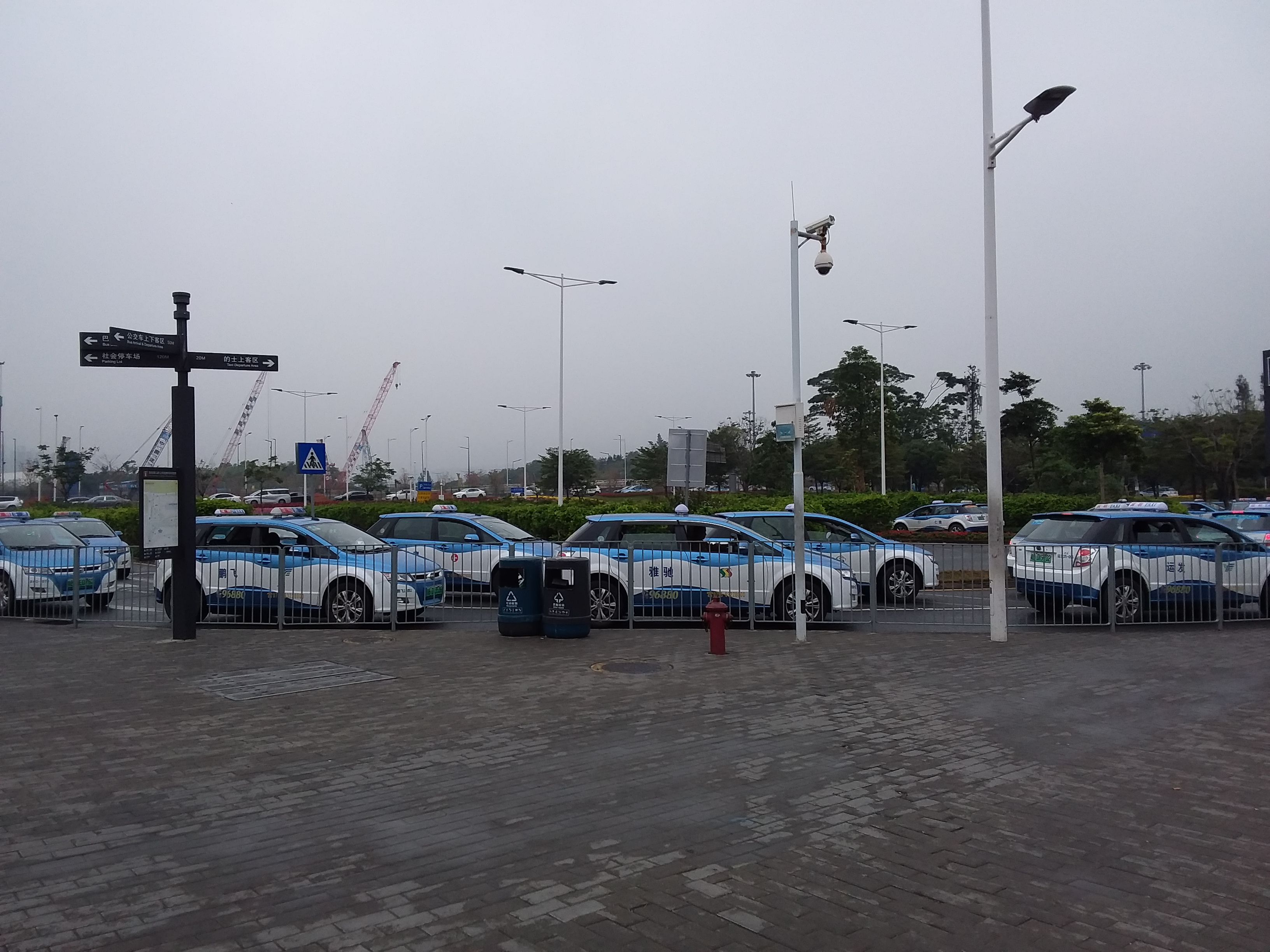
深方口岸區的士站

深圳市出租车可以驶入深圳湾口岸深方口岸区的士站上落乘客。

#### 長途巴士
香港過境至內地各城市，如東莞、佛山、廣州等地方，有空位可以即時購票上車。
深圳灣口岸也設有長途巴士站，惟大巴需停靠深圳其他汽車站，車程較過境巴士長。
另外，也有跨境巴士或其接駁客車從深圳灣口岸來往深圳市內地點，如寶安中心（停壹方城）、京基百納廣場、世界之窗、深圳機場等，惟這些路綫或不允許在深圳灣口岸購票上車。

## 未来发展
因應皇崗口岸改造工程，深圳方面計劃將皇崗口岸使用者分流至深圳灣口岸及蓮塘口岸，原预计2020年6月底前深圳灣口岸將实现小车通道24小时通关，2020年9月底实现货检通道24小时通关，2020年底全面实现24小时通关，但2019新型冠状病毒疫情影響，貨檢通道延遲至同年12月11日實施，小車及旅檢通道有待實施。

## 外部連結
- 《全國人大常委會關於授權香港特別行政區對深圳灣口岸港方口岸區實施管轄的決定 （页面存档备份，存于）》
- 《香港法例第591章 - 深圳灣口岸港方口岸區條例 （页面存档备份，存于）》
- 前往深圳灣口岸注意事項 （页面存档备份，存于），香港運輸署